# Nikolaus Dietrich Giseke
Nikolaus Dietrich Giseke, född den 2 april 1724 i Tschobing nära Güns i Ungern, död den 23 februari 1765 i Sondershausen, var en tysk skald, farfars far till Heinrich Ludwig Robert Giseke.  
Giseke, som var superintendent och konsistorialassessor i Sondershausen, skrev lyriska, episka och didaktiska skaldestycken i samma anda som J.E. Schlegel och Gellert, utgivna 1767 under titeln Poetische Werke.